# Elección especial al Senado de los Estados Unidos en Nueva York de 1938
La elección especial al Senado de los Estados Unidos en Nueva York de 1938 se llevó a cabo el 8 de noviembre de 1938 para completar el mandato restante del senador demócrata Royal S. Copeland, quien falleció en el cargo el 17 de julio de 1938.  El representante James M. Mead del partido demócrata derrotó al republicano Edward F. Corsi. 

## Elección general

### Candidatos
- James M. Mead, representante del 42.º distrito congresional de Nueva York, coalición Demócratas con Laboristas.
- Edward F. Corsi, ex comisionado de inmigración en Ellis Island, [3] [4] coalición Republicanos y Progresistas Independientes.
- Harry W. Laidler, candidato del Partido Socialista

### Campaña
El New York Times no consideró que Mead ni Corsi lideraran la lista de Nueva York de su respectivo partido. Los dos líderes de la lista eran Robert F. Wagner, actual senador demócrata y Thomas E. Dewey, candidato republicano a gobernador. 

### Resultados
Mead ganó la elección con el 53.93% de los votos frente al resto de candidatos.
|  | 45.30 % |

|  | 8.31 % |

|  | 53.61 % |

|  | 45.42 % |

|  | 0.37 % |

|  | 45.80 % |

|  | 0.60 % |

|  | 94.53 % |

|  | 5.47 % |